# Farní sbor Slezské církve evangelické augsburského vyznání v Albrechticích
Farní sbor Slezské církve evangelické augsburského vyznání v Albrechticích je sborem Slezské církve evangelické augsburského vyznání v Albrechticích u Českého Těšína. Sbor spadá pod Těšínsko-havířovský seniorát.

## Dějiny sboru
V obci Albrechtice byl evangelický kostel do roku 1654, kdy byl převzat katolíky. Od roku 1709 patřili albrechtičtí evangelíci k Ježíšovu kostelu v Těšíně.
Roku 1860 byla v Albrechticích založena evangelická školní obec, která o dva roky později vybudovala a začala provozovat školní budovu. Ve školní budově se později začali věřící scházet k bohoslužbám, a tak se v Albrechticích vytvořila kazatelská stanice.
V letech 1946–1948 byl vystavěn současný kostel, k němuž byla později přistavěna fara a další sborové místnosti. Farní sbor byl založen roku 1950.

## Pastoři (administrátoři) sboru
- Pavel Roman, 1950–1979
- Stanislav Piętak, 1979–1992
- Libor Šikula, 1992–2022
- Zbyšek Kaleta, od r. 2022

## Kurátoři sboru
- Vlastimil Sztefek, ?–2007
- Bohuslav Koukol ml., 2007–2021
- Daniel Zaleski, od r. 2021

## Rodáci významní pro evangelickou církev
- Franciszek Michejda, senior